# Liste der Biografien/Gic
Liste der Biografien |
Portal Biografien |
Personensuche
# |
A |
B |
C |
D |
E |
F |
G |
H |
I |
J |
K |
L |
M |
N |
O |
P |
Q |
R |
S |
T |
U |
V |
W |
X |
Y |
Z |
?
 
Ga |
Gb |
Gc |
Gd |
Ge |
Gf |
Gh |
Gi |
Gj |
Gk |
Gl |
Gm |
Gn |
Go |
Gp |
Gq |
Gr |
Gs |
Gu |
Gv |
Gw |
Gy |
Gz
 
Gia |
Gib |
Gic |
Gid |
Gie |
Gif |
Gig |
Gih |
Gij |
Gik |
Gil |
Gim |
Gin |
Gio |
Gip |
Gir |
Gis |
Git |
Giu |
Giv |
Giw |
Giy |
Giz
Die Liste der Biografien führt alle Personen auf, die in der deutschsprachigen Wikipedia einen Artikel haben. Dieses ist eine Teilliste mit 21 Einträgen von Personen, deren Namen mit den Buchstaben „Gic“ beginnt.

## Gic

### Gica
- Gicaso, Esperança (* 1992), angolanische Leichtathletin und Paralympikerin

### Gicc
- Gicca Palli, Vincenzo (1929–1997), italienischer Drehbuchautor und Filmregisseur

### Gice
- Gicelter, Amit R. (* 1981), britisch-israelischer Filmproduzent und Animator

### Gich
- Gichana, Collins (* 1989), kenianischer Sprinter
- Gicharu, Benson (* 1985), kenianischer Boxer
- Gichman, Iossif Iljitsch (1918–1985), sowjetisch-ukrainischer Mathematiker
- Gichon, Mordechai (1922–2016), israelischer Berufssoldat und Archäologe
- Gichtel, Johann Georg (1638–1710), Mystiker und Spiritualist
- Gichuru, James (1914–1982), kenianischer Politiker

### Gici
- Gicicatus, antiker römischer Toreut

### Gick
- Gick, Georg (1910–1985), deutscher Lehrer und Schulrektor, Schul- und Liederbuchautor und Mundartdichter
- Gickler, Markus (* 1966), deutscher Kanute

### Gicl
- Giclas, Henry Lee (1910–2007), US-amerikanischer Astronom

### Gico
- Gicot, Henri (1897–1982), Schweizer Bauingenieur

### Gicq
- Gicquel des Touches, Albert Auguste (1818–1901), französischer Marineoffizier und Politiker
- Gicquel des Touches, Pierre Guillaume (1770–1824), französischer Marineoffizier und Generaladjutant
- Gicquel, Jean-Charles (* 1967), französischer Hochspringer
- Gicquel, Marc (* 1977), französischer Tennisspieler
- Gicquel, Solène (* 1994), französische Hochspringerin
- Gicquel, Thom (* 1999), französischer Badmintonspieler

### Gicz
- Giczy, Csaba (* 1945), ungarischer Kanute